# A State of Trance 2008
A State of Trance 2008 Armin van Buuren holland lemezlovas mixlemeze, mely szeptember utolsó napjaiban jelent meg. Elődeihez hasonlóan kétlemezes mixet jelent. Az On the Beach inkább az ibizai, lazítósabb vonalat képviseli, míg az In the Club az Armin által kedvelt bulizós-húzosabb dalokkal van teli.

## Dalok listája

### Első lemez
1. Armin van Buuren feat. Jaren - Unforgivable (First State Remix)
2. DJ Tatana - Spring Breeze (Martin Roth SummerStyle Remix)
3. Mike Foyle - Bittersweet Nightshade
4. M6 - Amazon Dawn
5. Andy Moor - Fake Awake (The Blizzard Remix)
6. Blake Jarrell - Punta Del Este
7. Benya feat. Penny Nixon - Serendipity
8. Ohmna - Satori Waterfalls
9. Signalrunners feat. Julie Thompson - These Shoulders (Club Mix)
10. Myon & Shane 54 feat. Carrie Skipper - Vampire (Club Mix)
11. Julian Vincent - Certainty (Mark Otten Dub)
12. Tenishia feat. Tiff Lacey - Burning From The Inside (Tenishia’s Burning Dub)
13. Mr. Sam feat. ClAud9 - Cygnes
14. Lange - Out of the Sky (Kyau & Albert Remix)

### Második lemez
1. Arnej feat. Josie - Strangers We’ve Become (Intro Tech Dub)
2. Sunlounger feat. Zara - Lost (Club Mix)
3. Offer Nissim - For your Love (Sied van Riel Remix)
4. Ilya Soloviev & Paul Miller - Lover Summer (Orjan Nilsen Remix)
5. Markus Schulz - The New World
6. Robert Nickson & Daniel Kandi - Rewire
7. Giuseppe Ottaviani - No More Alone
8. The Thrillseekers feat. Fisher - The Last Time (Simon Bostock Remix)
9. Stoneface & Terminal - Blueprint (Club Mix)
10. DJ Shah feat. Adrina Thorpe - Back To You (Aly & Fila Remix)
11. Andy Blueman - Time To Rest (Live Guitar by Eller van Buuren)
12. Thomas Bronzwaer - Certitude
13. 8 Wonders - The Return
14. Jochen Miller - Lost Connection
15. Armin van Buuren feat. Sharon Den Adel - In And Out of Love (Richard Durand Remix)

## Érdekességek
Az albumon helyet kapott, egy magyar vonatkozású dal is, méghozzá az első lemez 10. dala, a "Vampire" c. szám Club Mix-je, melyet Császár Előd (Shane 54) és Égető Márió (Myon) készített. Először történt meg, hogy magyar vonatkozású dal került, az éppen aktuális év lemezlovasának a válogatáslemezére.